# الفاضلية (الأحساء)
الفاضلية حي في الهفوف في المنطقة الشرقية في المملكة العربية السعودية.

## الموقع
يقع حي الفاضلية في مدينة الهفوف بمحافظة الأحساء جنوب طريق الملك فهد وغرب طريق الأمير سلطان، كما أنه يقع جنوب حي الأندلس وشمال حي الصالحية.

## المرافق
مستشفى حسين العلي، ومركز العلي للمواد الغذائية، ومعهد هجر للتدريب، ومسجد الامام الصادق عليه السلام ( الشهاب)، ومسجد العمران، ومدرسة الثانوية الثانية عشر، ومدرسة عبد الله بن عباس، والمدرسة الثانية والعشرون الابتدائية، ودار التربية الاجتماعية للبنات بالإحساء، ومستشفى الملك فيصل للنساء والولادة، ومدرسة الثانوية الثانية للبنات، ومكتبة العامر، وبنك الرياض، ومحطة تسهيلات للمحروقات، ومدرسة عقبة بن نافع الابتدائية، ومدرسة الثانوية السادسة بالهفوف.